# La mia più grande fan
La mia più grande fan (The Biggest Fan) è un film del 2025 diretto da Maria Torres.

## Trama
Quando una ragazza di nome Polly, addetta alla pulizia delle piscine, incontra l'attrice Lana Cruz che è sempre stata il suo idolo, coglierà l'occasione per lavorare con lei. Per lei sarà un colpo di fortuna oppure andrà tutto malissimo?

## Distribuzione
Il film è stato distribuito in streaming sulla piattaforma Netflix il 30 aprile 2025.